# Sắt(II,III) diphosphat
Sắt(II,III) điphotphat hay sắt(II,III) pyrophotphat (công thức hóa học: Fe3(P2O7)2) là một trong những sắt pyrophotphat, chứa cả hai trạng thái hóa trị Fe2+ và Fe3+. Ngoài ra, sắt pyrophotphat khác bao gồm Fe2P2O7, Fe7(P2O7)4, Fe4(P2O7)3 và nhiều hơn. Trong hợp chất này, tỉ lệ Fe2P2O7:Fe4(P2O7)3 là 1:1.

## Tính chất
Triron đipyrophotphat có hai dạng tinh thể, α- và β-. Pyrophotphat loại α có thể thúc đẩy quá trình khử axit isobutyric.

## Cấu trúc
Fe3(P2O7)2 kết tinh trong nhóm không gian Pnma, ký hiệu Pearson oP84,62, các hằng số mạng tinh thể a = 0,895 nm, b = 1,2235 nm, c = 1,0174 nm, α = 90°, β = 90°, γ = 90°.